# Daniel 11
Daniel 11 este al 11-lea capitol al Cărții lui Daniel din Vechiul Testament.
Capitolele 10, 11 și 12 din Cartea lui Daniel alcătuiesc viziunea finală a lui Daniel, care descrie o serie de conflicte între nenumitul „Rege al Nordului” și „Regele Sudului” care au loc în „vremurile de apoi”, când Israelul va fi îndreptățit și morții vor învia, unii la viață veșnică și alții la rușine și disprețul veșnic.